# Анрі (співачка)
Анрі (яп. 杏里、あんり), справжнє ім'я Ейко Кавасіма (яп. 川島 栄子, Кавасіма Ейко) (нар. 31 серпня 1961) — японська співачка та авторка пісень

## Біографія
Першим релізом Анрі стала пісня «Olivia wo Kikinagara», написана Амі Одзакі. Інша пісня, «Cat's Eye», використовувалася як відкриваюча композиція (опенінг) однойменного аніме-серіалу 1983 року. Вона досягла 1-го місця в чарті Countdown Japan і протрималася 4 тижні на 1-му місці в щотижневому чарті Oricon, а також стала однією з перших джей-поп-пісень, які використовувалися як музична заставка до аніме. Ще одним її хітом того ж року стала пісня Kanashimi ga Tomaranai (I can't stop the loneliness).. Обидві пісні увійшли до альбому Timely!!
Серед інших відомих пісень Анрі — «SUMMER CANDLES» та «Dolphin Ring», які пізніше почали часто виконуватися на японських весіллях та прийомах. Також співачка виконала пісню під час церемонії закриття зимових Олімпійських ігор 1998 року у Нагано. У 2002 році вона почала співпрацювати з джазовим гітаристом Лі Рітенауром, який спродюсував її міні-альбом SMOOTH JAZZ-Quiet Storm. У 2005 році вони оголосили про одруження, проте через кілька років стало відомо про розрив їхніх стосунків.
У 2010-і роки популярність Анрі, як і жанру сіті-поп загалом, зросла за межами Японії, а її пісні стали семплюватися безліччю вейпорвейв та ф'юче-фанк-виконавців.

## Дискографія

### Сингли
- «Olivia wo Kikinagara» (オリビアを聴きながら) (1978)
- «Chichuukai Dream» (地中海ドリーム) (1979)
- «Namida wo Umi ni Kaeshitai» (涙を海に返したい) (1979)
- «Inspiration» (インスピレーション) (1979)
- «Kaze no Jealousy» (風のジェラシー) (1980)
- «Kawaii Pauline» (可愛いポーリン) (1980)
- «Cotton Kibun» (コットン気分) (1981)
- «Ikoku no Dekigoto» (異国の出来事) (1981)
- «Espresso de Nemurenai» (エスプレッソで眠れない) (1982)
- «Omoikiri American» (思いきりアメリカン) (1982)
- «Fly By Day» (1982)
- «Lady Sunshine» (1983)
- «Cat's Eye» (1983)
- «Kanashimi ga Tomaranai» (悲しみがとまらない) (1983)
- «Ki Mama ni REFLECTION» (気ままにREFLECTION) (1984)
- «16 (Sixteen) BEAT» (1985)
- «Oriental Rose» (オリエンタル・ローズ) (1986)
- «Morning Squall» (モーニング スコール) (1986)
- «TROUBLE IN PARADISE» (1986)
- «HAPPY END de Furaretai» (HAPPY END でふられたい) (1987)
- «SURF & TEARS» (1987)
- «SUMMER CANDLES» (1988)
- «Snow Flake no Machikado» (スノーフレイクの街角) (1988)
- «Sweet Emotion» (1991)
- «Back to the BASIC» (1991)
- «Usonara Yasashiku» (嘘ならやさしく) (1991)
- «Last Love» (ラスト ラブ) (1991)
- «LANI ~Heavenly Garden~» (1992)
- «Dolphin Ring» (ドルフィン・リング) (1993)
- «ALL OF YOU» (1994)
- «SHARE Hitomi no Naka no Hero» (SHARE 瞳の中のヒーロー) (1994)
- «Legend Of Love» (1995)
- «Ano Natsu ni Modoritai» (あの夏に戻りたい) (1996)
- «Mou Hitotsu no Birthday» (もうひとつのBirthday) (1996)
- «CAT'S EYE −2000-» (1997)
- «Future For You» (1997)
- «Eternity» (1998)
- «Natsu no Tsuki» (夏の月) (1998)
- «Aenai Setsuna Sato» (逢えないせつなさと) (1999)
- «SUNSET BEACH HOTEL» (2001)
- «Tears in Crystal» (2001)
- «CANDLE LIGHT» (2002)
- «Return To The Silence» (2004)
- «Field of Lights» (2005)
- «Mou Kanashiku Nai» (もう悲しくない) (2008)

### Студійні альбоми
- Anri -apricot jam- (杏里 -apricot jam-) (1978)
- Feelin (1979)
- Kanashimi no Kujaku (哀しみの孔雀) (1981)
- Heaven Beach (1982)
- Bi・Ki・Ni (1983)
- Timely!! (1983)
- COOL (1984)
- WAVE (1985)
- MYSTIQUE (1986)
- TROUBLE IN PARADISE (1986)
- SUMMER FAREWELL (1987)
- BOOGIE WOOGIE MAINLAND (1988)
- CIRCUIT of RAINBOW (1989)
- MIND CRUISIN (1990)
- NEUTRAL (1990)
- MOANA LANI (1992)
- 1/2 & 1/2 (1993)
- Angel Whisper (1996)
- TWIN SOUL (1997)
- MOONLIT SUMMER TALES (1998)
- EVER BLUE (1999)
- The Beach House (2000)
- My Music (2001)
- Sol (2005)

### Міні-альбоми
- ANRI SMOOTH JAM -Aspasia- (2002)
- ANRI SMOOTH JAM -Quiet Storm- (2002)

### Збірники
- ANRI the Best (杏里 ザ・ベスト) (1980)
- Omoikiri American ~I LOVE POPING WORLD, ANRI~ (思いきりアメリカン ～I LOVE POPING WORLD, ANRI～) (1981)
- The ANRI (ザ・杏里) (1986)
- meditation (1987)
- MY FAVORITE SONGS (1988)
- MY FAVORITE SONGS 2 (1991)
- 16th Summer Breeze (1994)
- OPUS 21 (1995)
- Anri The Best (2000)
- ANRI IN THE BOX (2000)
- R134 OCEAN DeLIGHTS (2003)
- a day in the summer The Best from «16th Summer Breeze» & «OPUS 21» VERSAL (2007)
- Heart to Heart ~with you~ (2011)